# VI Giochi asiatici invernali
I VI Giochi asiatici invernali si sono svolti a Changchun, in Cina, dal 28 gennaio al 4 febbraio 2007.

## Nazioni partecipanti
Hanno partecipato ai Giochi 25 delegazioni del Consiglio Olimpico d'Asia provenienti da altrettante nazioni, alle quali si sono aggiunte 20 rappresentative che hanno preso parte in maniera non competitiva ai Giochi:
Delegazioni competitive

Tra parentesi è indicato il numero di atleti per ogni rappresentativa:
- Afghanistan (3)
- Cina (159)
- Taipei cinese (14)
- Hong Kong (26)
- India (5)
- Iran (14)
- Giappone (112)
- Giordania (3)
- Kazakistan (104)
- Kuwait (22)
- Kirghizistan (5)
- Libano (3)
- Macao (26)

- Malaysia (21)
- Mongolia (23)
- Nepal (2)
- Corea del Nord (66)
- Pakistan (7)
- Palestina (1)
- Filippine (5)
- Corea del Sud (118)
- Tagikistan (3)
- Thailandia (23)
- Emirati Arabi Uniti (19)
- Uzbekistan (11)

Delegazioni non competitive
- Bahrein
- Bangladesh
- Bhutan
- Brunei
- Cambogia
- Indonesia
- Iraq
- Laos
- Maldive
- Birmania

- Oman
- Qatar
- Arabia Saudita
- Singapore
- Sri Lanka
- Siria
- Timor Est
- Turkmenistan
- Vietnam
- Yemen

## Discipline
Vennero disputate in totale 47 diverse gare per 10 sport o discipline diversi:
- Sci alpino (4) (dettagli)
- Biathlon (7) (dettagli)
- Sci di fondo (6) (dettagli)
- Curling (2) (dettagli)
- Pattinaggio di figura (4) (dettagli)
- Freestyle (2) (dettagli)
- Hockey su ghiaccio (2) (dettagli)
- Short track (8) (dettagli)
- Pattinaggio di velocità (10) (dettagli)
- Snowboard (2) (dettagli)

## Medagliere
Paese ospitante
| Posiz. | Nazione       | Oro | Argento | Bronzo | Totale |
| ------ | ------------- | --- | ------- | ------ | ------ |
| 1      | Cina          | 19  | 19      | 23     | 61     |
| 2      | Giappone      | 13  | 9       | 14     | 36     |
| 3      | Corea del Sud | 9   | 13      | 11     | 33     |
| 4      | Kazakistan    | 6   | 6       | 6      | 18     |
| 5      | Mongolia      | 0   | 0       | 1      | 1      |
| 5      | Uzbekistan    | 0   | 0       | 1      | 1      |
| Totale | Totale        | 47  | 47      | 56     | 150    |